# Yandex Dịch
Yandex Dịch (tên tiếng Việt chính thức, lúc đầu gọi là Yandex Thông dịch, tên tiếng Anh là Yandex Translate) là một công cụ dịch thuật trực tuyến được Yandex cung cấp. Nó dùng để dịch tự động một đoạn ngắn, hoặc nguyên một trang web sang ngôn ngữ khác, đối với tài liệu có kích thước lớn người dùng cần tải lên cả tài liệu để dịch. Người dùng sau khi xem bản dịch có thể hỗ trợ Yandex cách dịch khác khi thấy kết quả không được tốt, hỗ trợ này có thể được sử dụng trong các lần dịch sau.

## Chức năng
Yandex Dịch có thể dịch nhiều dạng văn bản và phương tiện, bao gồm văn bản, giọng nói, hình ảnh, trang web hoặc video theo thời gian thực, từ ngôn ngữ này sang ngôn ngữ khác. Đối với một số ngôn ngữ, Yandex Dịch có thể phát âm văn bản được dịch, làm nổi bật các từ và cụm từ tương ứng trong văn bản nguồn và văn bản đích, và hoạt động như một từ điển đơn giản cho các từ đơn được đưa vào. Nếu chọn "Phát hiện ngôn ngữ", văn bản bằng ngôn ngữ không xác định có thể được xác định tự động. Nếu người dùng nhập URL vào văn bản nguồn, Yandex Translate sẽ tạo ra một liên kết đến một bản dịch máy của trang web. Người dùng có thể lưu các bản dịch vào "một kho từ đã dịch" để sử dụng sau này. Đối với một số ngôn ngữ, văn bản có thể được nhập thông qua bàn phím ảo, thông qua nhận dạng chữ viết tay, hoặc nhận dạng tiếng nói.

## Ngôn ngữ hỗ trợ
Tính đến tháng 1 năm 2023, Yandex Dịch có sẵn bằng 98 ngôn ngữ:
1. Tiếng Afrikaans
2. Tiếng Albania
3. Tiếng Amhara β
4. Tiếng Ả Rập
5. Tiếng Armenia
6. Tiếng Azerbaijan
7. Tiếng Bashkir
8. Tiếng Basque
9. Tiếng Belarus
10. Tiếng Bengali
11. Tiếng Bosnia
12. Tiếng Bulgaria
13. Tiếng Miến Điện β
14. Tiếng Catalan
15. Tiếng Cebuano
16. Tiếng Trung Quốc
17. Tiếng Chuvash
18. Tiếng Croatia
19. Tiếng Séc
20. Tiếng Đan Mạch
21. Dutch
22. Tiếng Sindarin α
23. Tiếng Emoji (ngôn ngữ ký hiệu)
24. Tiếng Anh
25. Tiếng Quốc Tế Ngữ
26. Tiếng Estonia
27. Tiếng Phần Lan
28. Tiếng Pháp
29. Tiếng Galicia
30. Georgian
31. German
32. Greek
33. Gujarati
34. Haitian Creole
35. Hebrew
36. Hill Mari β
37. Hindi
38. Hungarian
39. Icelandic
40. Indonesian
41. Irish
42. Italian
43. Japanese
44. Javanese
45. Kannada
46. Kazakh (Cyrillic and Latin)
47. Khmer
48. Korean
49. Kyrgyz β
50. Lao β
51. Latin
52. Latvian
53. Lithuanian
54. Luxembourgish
55. Macedonian
56. Malagasy
57. Malay
58. Malayalam β
59. Maltese
60. Māori
61. Marathi
62. Meadow Mari β
63. Mongolian β
64. Nepali
65. Norwegian
66. Papiamento β
67. Persian
68. Polish
69. Portuguese (European and Brazilian)
70. Punjabi
71. Romanian
72. Russian
73. Scottish Gaelic
74. Serbian (Cyrillic and Latin)
75. Sinhala
76. Slovak
77. Slovenian
78. Spanish
79. Sundanese
80. Swahili
81. Swedish
82. Tagalog
83. Tajik β
84. Tamil β
85. Tatar
86. Telugu β
87. Thai
88. Turkish
89. Udmurt β
90. Ukraina
91. Tiếng Urdu
92. Tiếng Uzbek (Latinh, Kirin)
93. Tiếng Việt
94. Tiếng Welsh
95. Tiếng Xhosa β
96. Tiếng Yakut β
97. Tiếng Yiddish
98. Tiếng Zulu